# O verde Ucraina, o dolce Ucraina!
«O verde Ucraina, o dolce Ucraina!» — пісня Діно Олів'єрі на вірші Джанкарло Тестоні. Вперше була виконана італійським оперним співаком (баритон) Джино Бекі у 1947 році (себто, випущена була платівка), і лише в 2002 році упорядники творчості співака долучили цю пісню до його посмертної збірки, в серії неаполітанських пісень.

## Історія написання
Пісня «O verde Ucraina, o dolce Ucraina!», з'явилася у репертуарі відомого, в тогочассі, італійського оперного співака Джино Бекі, одразу після 2-ї Світової війни. Італія відновлювалася після тривалого правління Мусоліні, і чимало італійських оперних співаків (які мали преференції за часів Дуче) почали свої сольні кар'єри, переспівуючи естрадні пісні. Оскільки площадок для виступів перед італійцями було обмаль, іще не було так популярно виступати на естрадах, то ці артисти намагалися доносити свої творчі експерименти — випускаючи музичні платівки із записами своїх пісень.
Так в 1947 році, прихильники творчості баритона Джино Бекі, отримали нагоду почути від нього тужливу пісню про екзотичну Україну. Достеменно, авторство тексту пісні невідоме, як і вибір  Діно Олів'єрі (Dino Olivieri) та Джанкарло Тестоні (Gian Carlo Testoni) на користь цієї лірики. Очевидно, що автором слів мусів бути виходець з України, адже відомі італійські аранжувальники ніколи не бували в Україні, і комусь таки вдалося донести до них український колорит.
Пісня була записана в супроводі  Оркестру Діно Олів'єрі (Orchestra Dino Olivieri). Відтак аранжувальником та композитором пісні вважається Діно Олів'єрі, а над текстом попрацював відомий тогочасний лірик Джанкарло Тестоні (який ще з 30-х років долучився до числа відомих піснярів країни). Після виходу платівки, вона розійшлася швидко, але й великого ажіотажу не створила. А сам співак, знову сконцентрувався над оперним репертуаром, оскільки його очікували кілька закордонних виступів-вояжів, зокрема навіть у Лондоні.
Лише через півстоліття, поціновувачі старовини та таланту Джино Бекі заповзялися зібрати та перевидати всі доступні матеріали з творчого набутку відомого баритона. Тому було віднайдено його вінілові платівки і підготовлена дискографія співака. Відтак, у 2002 році на диску «Неаполітанські пісні та романси» появилася екзотична журлива пісня про Україну.

## Текст пісні
Текст пісні-посвяти:

| La slitta corre, corre e và e tutto neve e solitudine mi par. O verde Ucraina, o dolce Ucraina non ti dovevo forse mai lasciar. Io vado dove non c’è il sol ma il cuore torna dove il sole splende ancor, là nell’Ucraina dal cielo azzurro e il grano al vento come un mare d’or. Andrò lontan, non sò chi incontrerò, se amore troverò, non sò, e penso a chi piangendo mi baciò che mai, non rivedrò mai più. La slitta corre, corre e và e sempre più lontan da te mi porterà, o verde Ucraina, o dolce Ucraina il tuo ricordo nel mio cuor vivrà. La slitta corre, corre e và e sempre più lontan da te mi porterà, o dolce Ucraina, o verde Ucraina il tuo ricordo nel mio cuor vivrà. O verde Ucraina, o dolce Ucraina! |

## Виконавці
Пісню записав Джино Бекі ще в 1947 році, але вона не отримала гучного резонансу і залишилася в колекції поціновувачів музики, як вініловий фоліант минулого.
На початку ХХІ століття, прихильники італійської естради звернули увагу на творчість Джино Бекі і заповзялися перевидати його музичний доробок. Таким чином вийшло кілька дисків з естрадними піснями та оперними аріями. Зокрема, в 2002 році було видано диск «Неаполітанські пісні та романси», поміж тих пісень було записано композицію про зелену Україну, у виконанні Джино Бекі.